# Нафи (язык)
Нафи (Nafi, Sirak) — находящийся под угрозой исчезновения австронезийский язык, на котором говорит народ сирак в районе реки Бусу провинции Моробе в Папуа—Новой Гвинее. Язык может исчезнуть, потому что находится под давлением языков вампар и ток-писин, на котором предпочитают говорить дети.